# UK Seniors Championship
Lo UK Seniors Championship è un torneo del World Seniors Tour di snooker, che si è disputato nel 2017 a Redhill, tra il 2018 e il 2019 a Kingston upon Hull, in Inghilterra.
A differenza dei tornei del Main Tour, i giocatori hanno 30 secondi per tirare e al posto del frame decisivo ci sarà un riposizionamento della bilia nera e della bilia bianca nei rispettivi spot; come accade quando in una partita normale due giocatori arrivano in pareggio a bilie finite.

## Albo d'oro
| Edizione      | Vincitore     | Finalista       | Risultato     | Stagione  | Città              | Impianto          | Note  |
| ------------- | ------------- | --------------- | ------------- | --------- | ------------------ | ----------------- | ----- |
| 2017          | Jimmy White   | Ken Doherty     | 4 - 2         | 2017-2018 | Redhill            | Harlequin Theatre | [ 2 ] |
| 2018          | Ken Doherty   | Igor Figueiredo | 4 - 1         | 2018-2019 | Kingston upon Hull | Bonus Arena       | [ 3 ] |
| 2019          | Michael Judge | Jimmy White     | 4 - 2         | 2019-2020 | Kingston upon Hull | Bonus Arena       | [ 4 ] |
| Non disputato | Non disputato | Non disputato   | Non disputato | 2020-2021 |                    |                   |       |
| 2022          | Peter Lines   | David Lilley    | 4 - 1         | 2021-2022 | Kingston upon Hull | Bonus Arena       | [ 5 ] |

## Statistiche

### Finalisti
| N° | Giocatore       | Vittorie | Finali perse | Totale |
| -- | --------------- | -------- | ------------ | ------ |
| 1  | Ken Doherty     | 1        | 1            | 2      |
| 2  | Jimmy White     | 1        | 1            | 2      |
| 3  | Michael Judge   | 1        | 0            | 1      |
| 4  | Peter Lines     | 1        | 0            | 1      |
| 5  | Igor Figueiredo | 0        | 1            | 1      |
| 6  | David Lilley    | 0        | 1            | 1      |

### Finalisti per nazione
| N° | Nazione     | Vittorie | Finali perse | Totale |
| -- | ----------- | -------- | ------------ | ------ |
| 1  | Inghilterra | 2        | 2            | 4      |
| 2  | Irlanda     | 2        | 1            | 3      |
| 3  | Brasile     | 0        | 1            | 1      |

- Vincitore più giovane: Michael Judge (44 anni, 2019)
- Vincitore più anziano: Jimmy White (55 anni, 2017)

### Century break
| Edizione | Century break | Miglior break       |
| -------- | ------------- | ------------------- |
| 2017     | 1             | Ken Doherty (137)   |
| 2018     | 0             |                     |
| 2019     | 5             | Michael Judge (114) |
| 2022     | 2             | David Lilley (109)  |

### Montepremi
| Edizione | Montepremi |
| -------- | ---------- |
| 2017     | £14500     |
| 2018     | £24500     |
| 2019     | £24500     |
| 2022     | £25000     |

### Sponsor
| Edizione | Sponsor                    |
| -------- | -------------------------- |
| 2017     |                            |
| 2018     | Credit Risk Solutions      |
| 2019     |                            |
| 2022     | WAYS Facilities Management |